# Claudio Lusuardi
Claudio Lusuardi (Modena, 30 de diciembre de 1949) es un expiloto de motociclismo italiano.

## Biografía
Después de algunas experiencias en las carreras de Enduro, Lusuardi hizo su debut en velocidad en 1967, después de haber sido contratado en el antiguo taller de pilotos y constructores de Francesco Villa. Especialista en pequeños ciclindradas, especialmente 50cc, Lusuardi hizo su primera aparición en Campeonato del Mundo de Motociclismo en GP de las Naciones de 1972, donde finalizó en décimo lugar. Ese año terminó en cuarto lugar (empatado con Gilberto Parlotti y Otello Buscherini) en el Campeonato de Italia.
Aún con una 50 construida por Francesco Villa, Lusuardi terminó segundo en el Campeonato italiano de 1973 y ganó el título nacional en 1974 y en 1975. Este último año Lusuardi acabó en décimo lugar en la temporada 1975 con una Derbi. Después del período de dos años, Lusuardi dio el salto a Bultaco en la temporada 1978, terminando el Campeonato del Mundo en séptimo lugar.
Lusuardi permanecerá en Bultaco hasta 1980, ganando dos títulos italianos (1979 y 1980), antes de regresar a la escudería de Francesco Villa, con quien tendrá sus mejores resultados en el Campeonato del Mundo (tercero en 1982 y 1983) y un Campeonato de Italia (1983), antes de retirarse a finales de 1983.
Después de retirarse, Lusuardi permaneció en el mundo de las motocicletas, primero construyendo una 80cc que ganó el título italiano 1985 con Bruno Casanova, y luego como gerente de equipo para Cagiva en el campeonato Producción deportiva.

## Resultados

### Campeonato del Mundo de Motociclismo

#### Carreras por año
Sistema de puntos desde 1969 a 1987:
| Posición | 1.º | 2.º | 3.º | 4.º | 5.º | 6.º | 7.º | 8.º | 9.º | 10.º |
| Puntos   | 15  | 12  | 10  | 8   | 6   | 5   | 4   | 3   | 2   | 1    |

(Carreras en negrita indica pole position, carreras en cursiva indica vuelta rápida)
| Año  | Clase | Equipo     | 1       | 2       | 3       | 4       | 5       | 6       | 7       | 8     | 9     | 10      | 11      | 12      | 13      | Pts. | Pos. |
| ---- | ----- | ---------- | ------- | ------- | ------- | ------- | ------- | ------- | ------- | ----- | ----- | ------- | ------- | ------- | ------- | ---- | ---- |
| 1972 | 50cc  | Moto Villa | GER -   |         |         | NAT 10  |         | YUG -   | NED -   | BEL - | DDR - |         | SWE -   |         | ESP -   | 1    | 36.º |
| 1973 | 50cc  | Moto Villa |         |         | GER -   | NAT 9   |         | YUG -   | NED -   | BEL - |       | SWE -   |         | ESP Ret |         | 2    | 27.º |
| 1974 | 50cc  | Moto Villa | FRA -   | GER DNS |         | NAT 6   |         | NED -   | BEL -   | SWE - | FIN - | CZE -   | YUG 6   | ESP -   |         | 10   | 16.º |
| 1975 | 50cc  | Derbi      |         | ESP Ret |         | GER -   | NAT 4   |         | NED 13  | BEL - | SWE - | FIN -   |         | YUG 4   |         | 16   | 10.º |
| 1975 | 125cc | Derbi      | FRA -   | ESP Ret | AUT -   | GER -   | NAT -   |         | NED -   | BEL - | SWE - |         | CZE -   | YUG Ret |         | 0    | -    |
| 1976 | 50cc  | Moto Villa | FRA Ret |         | NAT -   | YUG -   |         | NED -   | BEL -   | SWE - | FIN - |         | GER -   | ESP 7   |         | 4    | 21.º |
| 1977 | 50cc  | Lusuardi   |         |         | GER Ret | NAT Ret | ESP -   |         | YUG 12  | NED - | BEL - | SWE 6   |         |         |         | 5    | 18.º |
| 1977 | 125cc | Morbidelli | VEN -   | AUT -   | GER -   | NAT Ret | ESP -   | FRA -   | YUG 9   | NED - | BEL - | SWE 5   | FIN -   |         | GBR -   | 8    | 19.º |
| 1978 | 50cc  | Bultaco    |         | ESP Ret |         |         | NAT 12  | NED 15  | BEL 4   |       |       |         | GER 11  | CZE 2   |         | 20   | 7.º  |
| 1978 | 125cc | Morbidelli | VEN Ret | ESP -   | AUT Ret | FRA Ret | NAT Ret | NED -   | BEL DNQ | SWE - | FIN - | GBR -   | GER Ret |         | YUG 14  | 0    | -    |
| 1978 | 250cc | Yamaha     | VEN Ret | ESP -   |         | FRA -   | NAT -   | NED -   | BEL -   | SWE - | FIN - | GBR -   | GER -   | CZE -   | YUG -   | 0    | -    |
| 1979 | 50cc  | Bultaco    |         |         | GER -   | NAT Ret | ESP Ret | YUG Ret | NED -   | BEL - |       |         |         |         | FRA Ret | 0    | -    |
| 1980 | 50cc  | Bultaco    | NAT Ret | ESP 9   |         | YUG 10  | NED -   | BEL -   |         |       |       | GER DNQ |         |         |         | 3    | 18.º |
| 1981 | 50cc  | Moto Villa |         |         | GER 8   | NAT 8   |         | ESP 7   | YUG 6   | NED - | BEL - | RSM 7   |         |         | CZE 7   | 23   | 9.º  |
| 1982 | 50cc  | Moto Villa |         |         |         | ESP 3   | NAT 3   | NED 6   |         | YUG 4 |       |         |         | RSM Ret | GER 3   | 43   | 3.º  |
| 1983 | 50cc  | Moto Villa |         | FRA Ret | NAT 2   | GER Ret | ESP 4   |         | YUG Ret | NED 4 |       |         |         | RSM 3   |         | 38   | 3.º  |